# Simpodi

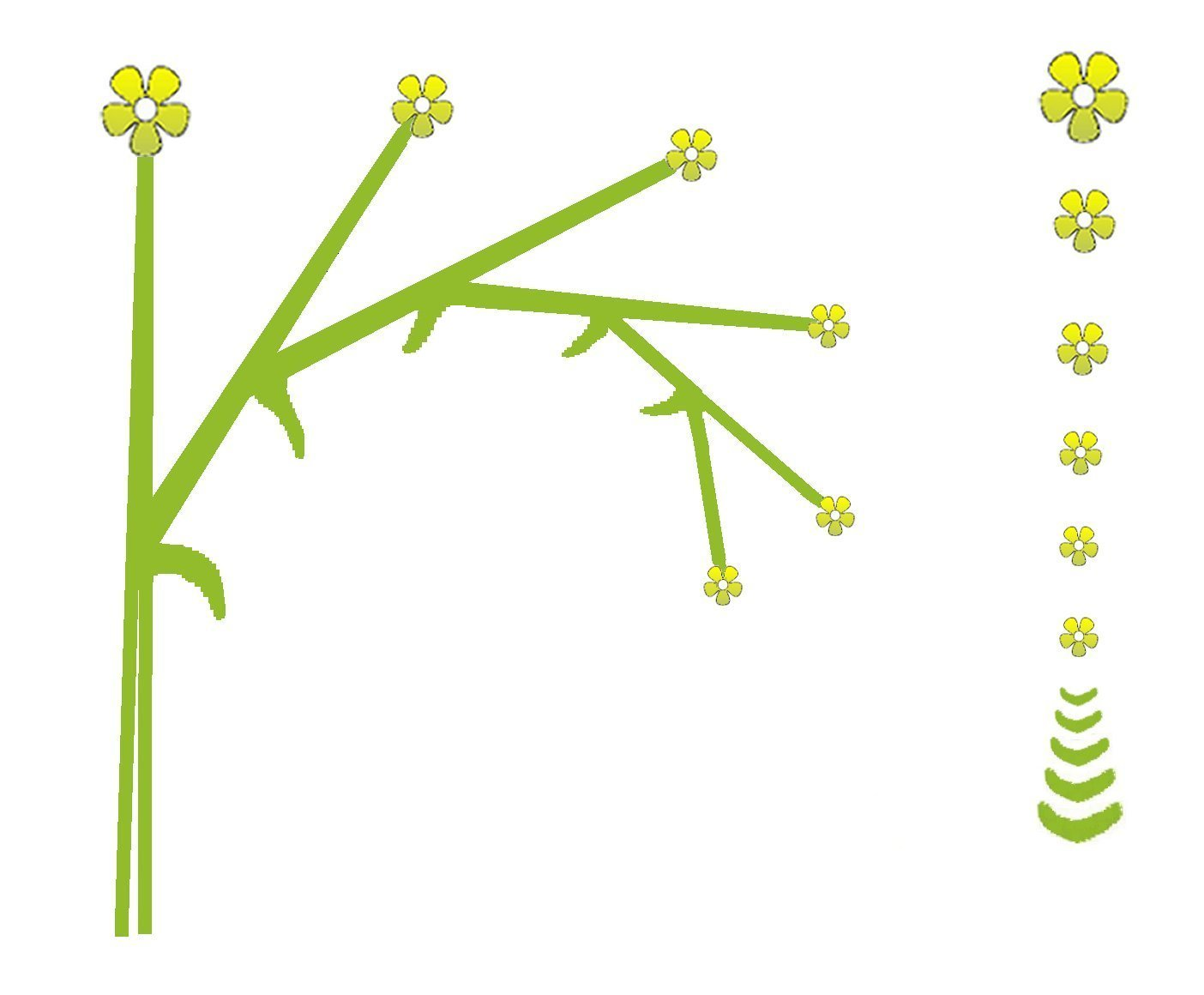
Algues inflorescències cimoses, com aquest exemple de monocasi, són una mostra a petita escala de ramificació simpòdica.

En botànica, el simpodi és un patró de creixement que es caracteritza per la bifurcació successiva del brot principal, que un cop apareix el brot secundari a partir d'un meristema lateral, creixerà de manera limitada i aquest darrer esdevindrà el principal fins que hi hagi la següent bifurcació. Els brots laterals poden aparèixer al mateix costat o de manera alternada.
A diferència de la ramificació dicòtoma a la qual es produeixen bifurcacions de brots similars, la ramificació simpòdica es caracteritza perquè els brots de les successives bifucacions són més febles que els anteriors.